# Wowaka
Wowaka (geschrieben wowaka, japanisch ヲワカ; * 4. November 1987 in der Präfektur Kagoshima; † 5. April 2019) auch bekannt als Genjitsutouhi-P (現実逃避P) war ein japanischer Musiker und Frontsänger der Band Hitorie. Wowaka verbreitete die Vocaloid-Musik durch Titel wie Rolling Girl, Unhappy refrain oder Unknown Mother-Goose.

## Leben
Wowaka wurde 1987 in der Präfektur Kagoshima geboren. Schon früh wollte er einer Rockband beitreten und lernte Gitarre. In der Sekundarstufe entschloss er sich, der Schulband beizutreten und fing an einzelne Titel zu komponieren. Er studierte an der Universität Tokio und war dort Leiter des Musik-Clubs Toudai Onkan (東大音感).

## Karriere
Wowakas erster Kontakt mit Vocaloid war im Dezember 2008, als er den Song Last Night, Good Night von livetune hörte. Er war schockiert, dass das Lied das Werk einer einzigen Person war. Kurz darauf trat er aus seiner Band aus. Im April 2009 fing er an, mithilfe von Hatsune Miku eigene Vocaloid-Lieder zu erstellen.
Die Karriere als Musiker schlug er im Mai 2009 ein, als er den Titel In the Gray Zone (グレーゾーンにて。) auf Niconico Douga hochlud. Im Musikvideo dazu versuchte er ohne die bekannten Vocaloid-Charaktere auszukommen. Stattdessen nutzte er eigene Zeichnungen und behielt dies bei, um für einen gleichbleibenden Stil zu sorgen.
Die Songs auf Niconico zeichnen sich durch obskure Songtexte aus. Dazu werden die Gedanken und Emotionen von jungen Frauen mit schnellen Schnitten zusammengefügt. Zunächst hatte Wowaka vor ausschließlich Vocaloid-Musik zu machen. Später erkannte er jedoch einige Nachteile der Musik und wurde unter dem Namen Genjitsu Touhi P bekannt. Sein neuer Künstlername lautet übersetzt: „Realitätsflucht, wie schön!“, welche Teil der Beschreibung eines seiner Songs war. Seine Werke erhielten vor allem auf NicoNico Douga großen Zuspruch.
Nachdem er sein erstes Album selbst veröffentlichte, war er Gründungsmitglied des Musiklabels Balloom. Im Mai 2011 veröffentlichte Wowaka sein Debüt-Studioalbum Unhappy Refrain (アンハッピーリフレイン) unter seinem eigenen Label. Die Titel Two-faced Lovers, World's End Dancehall, Rolling Girl und Unhappy Refrain haben in der Szene Kultstatus erlangt.
Der von ihm geschriebene Titel And I'm home wurde zu einem der Abspanntitel des Anime Puella Magi Madoka Magica. Im selben Jahr übernahm er in der J-Rock-Band Hitorie Gesang und Gitarre. Als Band veröffentlichten sie 2012 ihr Debütalbum Room Sick Girls Escape (ルームシック・ガールズエスケープ).
Im August 2017 veröffentlichte Wowaka – 6 Jahre nach dem zuvor letzten – seinen finalen Vocaloid-Song Unknown Mother Goose (アンノウン・マザーグース). Der Titel wurde anlässlich des 10-jährigen Hatsune-Miku-Compilation-Albums Re:Start veröffentlicht. Im Oktober des gleichen Jahres veröffentlichte er seine eigene Coverversion zusammen mit seiner Band Hitorie. In einem Interview sagte Wowaka, dass Hatsune Miku der Auschlaggeber war, durch den er anfing Musik zu machen: „Miku ist eine Art Mutterfigur für mich.“

## Tod
Wowaka starb am 5. April 2019 aufgrund einer Herzschwäche mit 31 Jahren im Schlaf. Die Todesmitteilung wurde am 8. April auf der Homepage von Hitorie bekannt gegeben. Nach seinem Tod sagte die Band alle Konzerte ab. Die weitere Zukunft der Band bleibt unklar. Es wurde eine private Beerdigung im Familienkreis abgehalten. Am 1. Juni 2019 veranstaltete Hitorie ein Erinnerungskonzert.

## Bedeutung
Verschiedene Vocaloid-Künstler bezeichnen Wowaka als eine Inspirationsquelle. Als am einflussreichsten gelten seine Titel Rolling Girl und World's End Dancehall von denen diverse Cover- und Remake-Versionen erstellt wurden. Als Reaktion auf seinen Tod zollten viele seiner Fans ihm auf verschiedenen Social-Media-Plattformen Tribut.
Der Musiker Kenshi Yonezu (bekannt als Hachi), ein enger Freund Wowakas, lobte nach dessen Tod den grundlegenden Einfluss, den Wowaka auf die Szene sowie andere Vocaloid-Künstler (sich selbst eingeschlossen) hatte.

## Diskografie

### Studioalben
| Jahr | Titel Musiklabel                                 | Höchstplatzierung, Gesamtwochen, AuszeichnungChartsChartplatzierungen (Jahr, Titel, Musiklabel, Platzierungen, Wochen, Auszeichnungen, Anmerkungen) | Anmerkungen                             |
| Jahr | Titel Musiklabel                                 | JP | Anmerkungen                             |
| ---- | ------------------------------------------------ | --- | --------------------------------------- |
| 2009 | The Monochrome Disc Hinichijou Records           | — | Erstveröffentlichung: 15. November 2009 |
| 2010 | World 0123456789 Hinichijou Records              | — | Erstveröffentlichung: 7. Februar 2010   |
| 2010 | Seven Girls’ Discord Hinichijou Records          | — | Erstveröffentlichung: 14. November 2010 |
| 2011 | Unhappy Refrain (アンハッピーリフレイン) Balloom | JP6 (13 Wo.)JP | Erstveröffentlichung: 18. Mai 2011      |

### Kompilationen
| Jahr | Titel Musiklabel | Höchstplatzierung, Gesamtwochen, AuszeichnungChartsChartplatzierungen (Jahr, Titel, Musiklabel, Platzierungen, Wochen, Auszeichnungen, Anmerkungen) | Anmerkungen                                                                             |
| Jahr | Titel Musiklabel | JP | Anmerkungen                                                                             |
| ---- | --- | --- | --------------------------------------------------------------------------------------- |
| 2009 | Exit Tunes presents Supernova Exit Tunes                                                                                               | — | Erstveröffentlichung: 2. Dezember 2009                                                  |
| 2010 | Exit Tunes presents Vocalolegend Exit Tunes                                                                                            | — | Erstveröffentlichung: 20. Januar 2010 feat. Hatsune Miku                                |
| 2010 | Exit Tunes presents Supernova 2 Exit Tunes                                                                                             | — | Erstveröffentlichung: 3. März 2010                                                      |
| 2010 | LOiD-02 -postrock- LOiD’s Mind LOiD | — | Erstveröffentlichung: 17. März 2010                                                     |
| 2010 | Exit Tunes presents Vocalogenesis Exit Tunes                                                                                           | — | Erstveröffentlichung: 19. Mai 2010 feat. Hatsune Miku                                   |
| 2010 | Vocarock collection Farm Records | — | Erstveröffentlichung: 21. Juli 2010 feat. 初音ミク                                      |
| 2011 | Niconico Touhou Kenbunroku Genkyokushuu (ニコニコ東方見聞録 原曲集) BinaryMixx Records                                                 | — | Erstveröffentlichung: 5. Januar 2011                                                    |
| 2011 | Letters to U Aniplex | — | Erstveröffentlichung: 20. April 2011                                                    |
| 2011 | "Niconico Touhou Kenbunroku" Utattemita -Cast Vocal shuu- (「ニコニコ東方見聞録」歌ってみた 〜キャストボーカル集〜) BinaryMixx Records | — | Erstveröffentlichung: 27. April 2011                                                    |
| 2011 | Super Vocalo Beat Dwango User Entertainment, Inc.                                                                                      | — | Erstveröffentlichung: 1. Juni 2011                                                      |
| 2011 | Vocaloid Best from Niconico Douga (Red) (Vocaloid Best from ニコニコ動画 (あか)) Sony Music Direct                                     | — | Erstveröffentlichung: 22. Juni 2011                                                     |
| 2011 | V.I.P Append Dwango | — | Erstveröffentlichung: 27. Juli 2011 Marasy spielt Vocaloid Instrumental auf dem Klavier |
| 2011 | Antinotice / Hanabira (「antinotice」 /「花弁」) Toy’s Factory                                                                         | — | Erstveröffentlichung: 17. August 2011                                                   |
| 2011 | Hatsune Miku – Project DIVA – extended Complete Collection (初音ミク-Project DIVA- extend Complete Collection) Sony Music Direct       | — | Erstveröffentlichung: 9. November 2011                                                  |
| 2011 | Kaeshi uta (かえしうた) dmARTS | — | Erstveröffentlichung: 30. November 2011                                                 |
| 2011 | Hatsune Miku Dance Remix Vol.1 (初音ミク Dance Remix Vol.1) JVC Kenwood Victor Entertainment                                           | — | Erstveröffentlichung: 7. Dezember 2011                                                  |
| 2012 | Lover"S"mile Aniplex | — | Erstveröffentlichung: 22. Februar 2012                                                  |
| 2012 | TwinTail・TwinGuitar Royal Records | — | Erstveröffentlichung: 9. Mai 2012                                                       |
| 2012 | Hatsune Miku 5th Birthday Best – Impacts – (初音ミク 5thバースデー ベスト〜impacts〜) Dwango                                           | — | Erstveröffentlichung: 1. August 2012                                                    |
| 2012 | Yuukei Sekai Reconstruction (有形世界リコンストラクション) Pony Canyon                                                                 | — | Erstveröffentlichung: 17. Oktober 2012                                                  |
| 2012 | V-box dmARTS | — | Erstveröffentlichung: 31. Oktober 2012                                                  |
| 2013 | Hatsune Miku – Project DIVA – F Complete Collection (初音ミク -Project DIVA- F Complete Collection) Sony Music Direct                  | — | Erstveröffentlichung: 6. März 2013                                                      |
| 2013 | Landspace Aniplex | — | Erstveröffentlichung: 30. Oktober 2013                                                  |
| 2017 | Hatsune Miku 10th Anniversary Album「Re:Start」 Dwango                                                                                 | — | Erstveröffentlichung: 30. August 2017                                                   |

### Vocaloid-Titel
Titel auf dieser Liste wurden unter den Pseudonymen: Wowaka und Genjitsu Touhi-P auf Nico Nico Douga veröffentlicht. Die dazugehörige Vocaloidstimme wird in Klammern angegeben.

| Jahr | Titel Album                                                                        | Höchstplatzierung, Gesamtwochen, AuszeichnungChartsChartplatzierungen (Jahr, Titel, Album, Platzierungen, Wochen, Auszeichnungen, Anmerkungen) | Anmerkungen                                                     |
| Jahr | Titel Album                                                                        | JP | Anmerkungen                                                     |
| ---- | ---------------------------------------------------------------------------------- | --- | --------------------------------------------------------------- |
| 2009 | In the Gray Zone (グレーゾーンにて。 Gray Zone nite) (Hatsune Miku)                | — | erstes musikalisches Werk                                       |
| 2009 | Palm (テノヒラ Tenohira) (Hatsune Miku)                                            | — | erhielt mehr als 600.000 Aufrufe                                |
| 2009 | Line Art (ラインアート Lineart) (Hatsune Miku)                                     | — | erhielt mehr als 400.000 Aufrufe                                |
| 2009 | Not Letting You Pass (とおせんぼ Tosenbo) (Hatsune Miku)                           | — | erhielt mehr als 1.500.000 Aufrufe                              |
| 2009 | My Talent (僕のサイノウ Boku no sainou) (Hatsune Miku)                             | — | erhielt mehr als 600.000 Aufrufe                                |
| 2009 | Two-Faced Lovers (裏表ラバーズ Ura Omote Lovers) (Hatsune Miku)                    | — | erhielt mehr als 8.200.000 Aufrufe                              |
| 2009 | Out of Step (ずれていく Zureteiku) (Hatsune Miku)                                  | — | erhielt mehr als 1.400.000 Aufrufe                              |
| 2009 | Doll of Building Blocks (積み木の人形 Tsumiki no Ningyou) (Hatsune Miku, Megpoid)  | — | erhielt mehr als 1.100.000 Aufrufe                              |
| 2010 | Rolling Girl (ローリンガール) (Hatsune Miku)                                       | — | erhielt mehr als 6.000.000 Aufrufe                              |
| 2010 | World’s End Dancehall (ワールズエンド・ダンスホール) (Hatsune Miku, Megurine Luka) | — | erhielt mehr als 12.000.000 Aufrufe                             |
| 2011 | Unhappy Refrain (アンハッピーリフレイン) (Hatsune Miku)                            | — | erhielt mehr als 5.400.000 Aufrufe                              |
| 2017 | Unknown Mother Goose (アンノウン・マザーグース) (Hatsune Miku)                     | — | erhielt mehr als 6.000.000 Aufrufe, sein letzter Vocaloid Titel |